# Glénac
Glénac is een plaats in Frankrijk, in Bretagne.

## Geschiedenis
Op 1 januari 2017 werd de gemeente opgeheven en een commune déléguée van de gemeente La Gacilly, die daarmee een commune nouvelle werd.

## Geografie
De onderstaande kaart toont de ligging van Glénac met de belangrijkste infrastructuur en aangrenzende gemeenten.

## Demografie
Onderstaande figuur toont het verloop van het inwonertal.